# Donald Ogden Stewart
Donald Ogden Stewart (Columbus, 30 de novembro de 1894 - Londres, 2 de agosto de 1980) foi um escritor e roteirista estadunidense. Ele ganhou um Oscar de melhor roteiro adaptado pelo filme Núpcias de Escândalo (1940).

## Filmografia
- 1957: Tarde Demais para Esquecer (roteiro - originalmente sem créditos)
- 1955: Escapade (roteiro - originalmente como Gilbert Holland)
- 1955: Quando o Coração Floresce (sem créditos)
- 1952: O Prisioneiro de Zenda (diálogo adicional - originalmente sem créditos)
- 1949: Meu Filho
- 1947: Eterno Conflito (adaptação)
- 1947: Nossa Vida com Papai
- 1945: Sem Amor
- 1943: Para Sempre e um Dia
- 1942: O Fogo Sagrado
- 1942: Seis Destinos (história original e roteiro)
- 1941: O Amor que não Morreu
- 1941: Um Rosto de Mulher
- 1941: Que Sabe Você do Amor?
- 1940: Kitty Foyle (diálogo adicional)
- 1940: Núpcias de Escândalo (venceu Oscar de melhor roteiro adaptado e melhor história original)
- 1939: A Noite das Noites (roteiro original)
- 1939: As Mulheres
- 1939: Duas Vidas
- 1938: Maria Antonieta
- 1938: Boêmio Encantador
- 1937: O Prisioneiro de Zenda (diálogo adicional)
- 1935: Adeus Mulheres
- 1935: Tentação dos Outros (escritor colaborador - sem créditos)
- 1934: A Família Barrett
- 1934; Vencido Pela Lei (sem créditos)
- 1933: Delírios de Hollywood
- 1933: Jantar às Oito (diálogo adicional)
- 1933:  Depois da Lua de Mel
- 1933: A Irmã Branca
- 1932: Terra de Paixão (escritor colaborador - sem créditos)
- 1932: O Amor que não Morreu (diálogo)
- 1931: Rebound (peça)
- 1931: Casamento Singular (roteiro) / (história "New York Lady")
- 1931: Divertido Paris (romance "Mr and Mrs Haddock Abroad")
- 1930: O Melhor da Vida
- 1929: Humorous Flights (curta-metragem) (sem créditos)
- 1929: Traffic Regulations (curta-metragem) (sem créditos)
- 1926; Mocidade Esportiva (adaptação)